# Gargantua és Pantagruel
A Gargantua és Pantagruel (eredeti címe La vie de Gargantua et de Pantagruel) François Rabelais francia író öt könyvből álló regénye (1532–1564), a reneszánsz próza egyik legnagyobb alkotása.

## Előzmények
A nyugat-európai prózaregény a 15. század végén, a könyvnyomtatás hatása alatt keletkezett. Akkor írták át a középkor verses lovagi eposzait prózába. Ezekben a korai regényekben hatalmas erejű hősök harcoltak gonosz varázslók ellen. A viszonylag olcsón és nagy számban előállítható művek már az alsóbb polgári réteghez is eljutottak, a fejedelmi udvarok egykori szórakozásából népkönyv lett.
E népkönyvek sikere indíthatta Rabelaist műve megírására. Felületesen nézve alig látszik többnek, mint hosszú elnyújtott népkönyvnek, mely egy óriás-dinasztia három nemzedékének, Grandgousier-nek, Gargantuának és Pantagruelnek történetét beszéli el. Gargantua meséjének alapjait az író egy korabeli népkönyvből vette át, óriásokról szóló meséket olasz költőknél, Luigi Pulci (1432–1484) Morgante c. hőskölteményében és Teofilo Folengo (1491–1544) munkáiban is talált. A meséket azonban teljesen átalakította, tehetségével és saját tapasztalataival gazdagította.

## Első kiadása
A mű öt könyvből áll, az első négy könyvet Lyonban adták ki. Az egyes kötetek nem egyszerre jelentek meg, az első és az utolsó könyv kiadása között harminc év telt el. Az első két könyv Alcofribas Nasier álnéven jelent meg, ami François Rabelais nevének anagrammája.
A Rabelais-kiadások mindig a Gargantua (az apa) életéről szóló könyvvel kezdődnek, és Pantagruel (a fiú) könyve a második, hiszen a történet kronológiája ezt indokolja. Rabelais azonban először a fiúról, Pantagruelről szóló könyvet írta meg és adta ki (1532). A regény első megjelenése:
- Első könyv (Gargantua) – 1534
- Második könyv (Pantagruel) –1532
- Harmadik könyv – 1546 (a közben eltelt tizenkét év alatt a kor megváltozott, ezért az új kiadáshoz az első két könyvet az író átdolgozta)
- Negyedik könyv –1552
- Ötödik könyv – 1564 (az író halála után).

Az egyes könyvek hangvételéből és részleteiből a figyelmes szemlélő kiolvashatja azokat a változásokat, amelyek a kor társadalmában és az író életében történtek.

## A cselekmény vázlata
Az öt könyv közül az első foglalkozik tulajdonképpen Gargantuával, az óriás Grandgousier király óriás fiával. A könyv zömmel óriásokról szól, megőrzi a lovagregények kötelező szertelenségét, de – néhány tréfás részlet kivételével – óriásai éppen olyanok, mintha normális nagyságú emberek volnának. A második, a harmadik és a negyedik könyv Gargantua fiának, Pantagruelnek és vele együtt barátjának történetét meséli el. Az ötödik könyvből többnyire hiányzik Rabelais sajátos humora, ennek nagy részét valószínűleg már nem ő írta.
I. Gargantua története: csodálatos születése és neveltetése. Apja, az óriás Grandgousier király humanista szellemben nevelteti: a fegyverforgatás mellett a nyelvtanulást és a természettudományokat is fontosnak tartja. Amikor pásztorait ellenség támadja meg, hazahívja a Párizsban tanuló óriás-fiút, aki János barát (Frère Jean), a nagyerejű pap segítségével legyőzi a támadókat. Hálából a papnak ajándékozzák Thélème-apátságot.
II. Pantagruel történetének több motívuma megismétli az apa történetét. Szintén mesébe illő születéssel kezdődik, később a párizsi diákélettel folytatódik. Itt olvasható Gargantua tanulásra buzdító levele, „a reneszánsz tudásszomjának valóságos kis himnusza” Mint az előző kötetben, apja hívására Pantagruel is hazatér, hogy megvédje birtokait. Magával viszi Párizsban megismert társát, „a furfangos fél-diák, fél-csirkefogó Panurge-öt, ezt a párizsi Odüsszeuszt”. Segítségével legyőzi apja ellenségeit (a Dipsodusokat), országukat gyarmatosítja, Panurge-nek pedig kastélyt és birtokot adományoz.
III. Ebben a könyvben az óriások szerepét háttérbe szorítja Panurge alakja, a nagy tettek és csínytevések helyét pedig filozófiai és szatirikus párbeszédek foglalják el. Panurge nősülni készül és többek tanácsát kikérve végül egy bolondra hallgat, aki azt javasolja, hogy keresse fel a világ végén az Isteni Butélia jósbarlangját.
A IV. könyv a különös hajóút keretében, afféle útiregény formájában előadott csípős szatíra és az akkor divatos allegóriák egész sora. Útközben a társaság hajója több szigeten kiköt: jogászok, teológusok, pápaimádók, pápafalók, majd Gyomor mester szigetén. Az utazás jó alkalom arra, hogy Rabelais metsző szatírával illesse a jogcsavarókat, a fanatikusokat, a skolasztikusokat, és hogy Gyomor mester szigetével kapcsolatban kifejtse életvidám, anyagelvű szemléletét.
Az V. könyv folytatja a negyedikben megszakadt utazást, mely az Isteni Butélia templomában ér véget, és azzal a sokat jelentő tanáccsal, hogy „Igyál!”

## Értelmezése, jellemzése
Az író jóindulatú, nagyétvágyú óriásnak rajzolta Gargantuát és fiát, Pantagruelt; de művében helyet kaptak a reneszánsz emberét foglalkoztató gondolatok is, a humanizmus problematikája, az új alapokra fektetendő nevelés. Mialatt a mű készült, az író óriásai egyre kisebbek lettek, gondolatai viszont egyre súlyosabbak. Mind nagyobb szerepet kapott a reformációs jelleg, az egyházi viszonyok és a szerzetesek szatirikus ábrázolása, az elavult gondolatvilág akkori bástyájának, a párizsi Sorbonne egyetemnek kigúnyolása (a második könyvben). Az író mint humanista az orvostudomány mellett jártas a botanikában, a történelemben, a filozófiában; a hajóútra készülődve az utazók magasztalják a kendert, melyből hajókötél, vitorla készül és így hozzájárul a tudáshoz (harmadik könyv). Az utolsó könyvből már hiányzik is a rabelais-i jókedv, csak a kritika maradt meg.

### Világnézet
Rabelais és még néhányan a 16. század nagyjai közül elsőnek fedezték fel a földi világot az égiek felé tekintő évszázadok után. „Világnézete”– röviden összefoglalva – belefér egy mondatba: szeresd az életet! Az élet újonnan született szeretete sugárzik minden sorából. Az „Igyál!” tanácsa így, szélesebben is értelmezhető: igyál mindent, ami jó és örvendetes, elsősorban ismereteket, – írja Gyergyai Albert, amikor jellemzi „azt a könyvről könyvre érő rabelais-i filozófiát, a pantagruelizmust, amely belső nyugalmat, s a sors viszontagságaival szemben bizonyos állandó derűt jelent: soha semmi sem éri meg, hogy megbántsuk az emberi lelket s megzavarjuk az emberi értelmet.”

### Életszeretet
Rabelais az idők folyamán legendává lett: a nagyétvágyú életszeretet megtestesítőjévé. Az élet minden megnyilvánulását szerette, az ételt, italt, a földművelők és iparosok ügyességét és jókedvét. Erkölcstanát egy mondatba foglalta össze: fais ce que tu voudras, tégy, amit akarsz. Ez a felirat áll a Thélème-apátság kapuja fölött (első könyv), ahol a jóllakott és sokat olvasó emberek szelíd boldogsága uralkodik. A Thélème-apátság Rabelais utópiája; álomországa azóta is eleven fogalom az irodalmi tudatban.

### Nyelv, stílus
Rabelais rengeteg szót használ, görögből és latinból is átvett szavakat, legalább öt francia nyelvjárás szókincsét, valamennyi ipar és mesterség műszavait, a szavak és kifejezések beláthatatlan tömegét. Nyelve távol áll minden klasszikus mértéktől és harmóniától. Nem éri be azzal, hogy egy fogalmat nevén nevezzen; kiegészíti rokonértelmű szavak özönével, megértéséhez külön szótár kell. Orvos volt, a test minden tevékenysége foglalkoztatta, és megdöbbentő nyelvi fantáziája akkor a legélénkebb, amikor testi funkciók leírására vagy körülírására kerül sor.
A híres, gyakran emlegetett rabelais-i jókedv elsősorban stílusában jelentkezik. Legfőbb jellemzője a komikum és a népi jelleg; stílusát egy orosz méltatója „groteszk realizmus”-nak nevezte. Humora a népi nyelvből táplálkozó középkori humor, a francia farce-ok és fabliau-k goromba tréfálkozása és a skolasztika paródiája. „Harsogó kacagása azonban mintha egy árnyalattal hangosabb volna a kelleténél. – véli Szerb Antal – A szavakban, színekben, szagokban való tobzódás, a túlzott jókedv, az anyagcsere-orgiák mögött mintha valami be nem vallott rémület lappangana, valami népi-gótikus rémület, mint az egykorú nagy festők, elsősorban Brueghel rajzain.”

## Magyarul
- Az óriás Gargantua és Pantagruel élete és kalandjai. François Rabelais könyvéből fiatal barátainak írta Komor András; ill. Gustave Doré; Franklin, Bp., 1928
- Gargantua. Pantagrueli vidámságok könyve; ford., bev., Kemény Katalin, előszó Benedek Marcell; Merkantil-Ny., Bp., 1936
- Pantagruel; ford. Faludy György; Cserépfalvi, Bp., 1948
- Gargantua és Pantagruel vál., jegyz. Győry János, ford. Benedek Marcell, ill. Csernus Tibor, Győry Miklós, Kálmán Klára; Szépirodalmi, Bp., 1954. 284 p., 6 t.
- Gargantua és Pantagruel. Szemelvények, 1-2.; ford. Benedek Marcell, utószó Bajomi Lázár Endre, ill. Szántó Piroska; Szépirodalmi, Bp., 1965
- Pantagruel. Középkori francia vidámságok könyve 1. Pantagruel a dipszódok királya amilyen valójában volt, az ő csodálatraméltó tetteinek és cselekedeteinek históriája; ford. Faludy György; JATE, Szeged, 1989
- Pantagruel. Középkori francia vidámságok könyve 2. A híres-neves Pantagruel hősi cselekedeteinek és mondásainak negyedik könyve; ford. Faludy György; Magyar Világ, Bp., 1993. 326 p. ISBN 963-7815-44-9
- Pantagruel roy des dipsodes restitué a son naturel avec ses faicts et prouesses espoventables composés / Pantagruel dipszódusok királya a maga igaz valóságába visszaállítva rettegtető vitézi tetteivel egyetemben: egybeszerkesztette néhai magiszter Alcofribas Nasier a lényeglepárló; ford. Nyári-Kepüs Bálint [Süpek Ottó], jegyz. Süpek Ottó; Nemzeti Tankönyvkiadó, Bp., 1995 (Felfedezett klasszikusok, 12.)
- Pantagruel; ill. Gustave Doré; ford., jegyz., utószó Gulyás Adrienn, versford. N. Kiss Zsuzsa; Osiris, Bp., 2010 (Osiris diákkönyvtár)
- Gargantua; ill. Gustave Doré; ford., jegyz., utószó Gulyás Adrienn, versford., jegyz. Imreh András; Osiris, Bp., 2015 (Osiris diákkönyvtár), ISS helytelen ISBN kód: 9632762579
- A derék Pantagruel hősi cselekedeteinek és mondásainak harmadkönyve; ford. Csordás Gábor; Jaffa, Bp., 2017. 285 p. ISBN 9786155609855

## Hatása
A regény hatása a francia és a világirodalom nagyjainak számos művén tetten érhető. Az irodalom híres nevettetői, mint Molière, Swift, Gogol is merítettek belőle. A francia írók közül különösen Molière, La Fontaine, Voltaire, Anatole France többé-kevésbé Rabelais leszármazottainak is tekinthető.